# Arandas (Jalisco)
Arandas es una ciudad ubicada en la región Altos Sur en el estado mexicano de Jalisco. Es la cabecera municipal de Arandas.

## Geografía
La ciudad de Arandas se encuentra aproximadamente en la ubicación 20°42′15″N 102°20′46″O / 20.70417, -102.34611, a una altura aproximada de 2000 m s. n. m. La zona urbana ocupa una superficie de 13.82 km².
Pequeñas localidades adyacentes se han integrado a la ciudad a partir del año 2000. Esta conurbación incluyó en 2004 a Mexiquito (o Riberas de Mexiquito), en 2012 a Santa Bárbara y en 2013 a La Peñita, Las Lomas

### Clima
| Parámetros climáticos promedio de Arandas (Jalisco) | Parámetros climáticos promedio de Arandas (Jalisco) | Parámetros climáticos promedio de Arandas (Jalisco) | Parámetros climáticos promedio de Arandas (Jalisco) | Parámetros climáticos promedio de Arandas (Jalisco) | Parámetros climáticos promedio de Arandas (Jalisco) | Parámetros climáticos promedio de Arandas (Jalisco) | Parámetros climáticos promedio de Arandas (Jalisco) | Parámetros climáticos promedio de Arandas (Jalisco) | Parámetros climáticos promedio de Arandas (Jalisco) | Parámetros climáticos promedio de Arandas (Jalisco) | Parámetros climáticos promedio de Arandas (Jalisco) | Parámetros climáticos promedio de Arandas (Jalisco) | Parámetros climáticos promedio de Arandas (Jalisco) |
| Mes                                                 | Ene.                                                | Feb.                                                | Mar.                                                | Abr.                                                | May.                                                | Jun.                                                | Jul.                                                | Ago.                                                | Sep.                                                | Oct.                                                | Nov.                                                | Dic.                                                | Anual                                               |
| --------------------------------------------------- | --------------------------------------------------- | --------------------------------------------------- | --------------------------------------------------- | --------------------------------------------------- | --------------------------------------------------- | --------------------------------------------------- | --------------------------------------------------- | --------------------------------------------------- | --------------------------------------------------- | --------------------------------------------------- | --------------------------------------------------- | --------------------------------------------------- | --------------------------------------------------- |
| Temp. máx. abs. (°C)                                | 35.0                                                | 34.5                                                | 38.0                                                | 39.5                                                | 40.0                                                | 40.0                                                | 38.5                                                | 36.0                                                | 34.0                                                | 35.5                                                | 34.5                                                | 33.5                                                | 40.0                                                |
| Temp. máx. media (°C)                               | 24.7                                                | 26.0                                                | 27.5                                                | 30.9                                                | 31.3                                                | 29.6                                                | 26.8                                                | 25.3                                                | 25.6                                                | 25.9                                                | 25.7                                                | 24.9                                                | 26.5                                                |
| Temp. media (°C)                                    | 15.8                                                | 16.7                                                | 17.9                                                | 22.0                                                | 22.2                                                | 22.5                                                | 20.4                                                | 19.7                                                | 19.6                                                | 18.4                                                | 17.3                                                | 16.5                                                | 18.6                                                |
| Temp. mín. media (°C)                               | 7.0                                                 | 7.5                                                 | 8.2                                                 | 13.0                                                | 13.2                                                | 15.3                                                | 14.0                                                | 14.0                                                | 13.5                                                | 11.0                                                | 9.0                                                 | 8.1                                                 | 10.8                                                |
| Temp. mín. abs. (°C)                                | -5.5                                                | 1.0                                                 | 1.0                                                 | 4.5                                                 | 6.0                                                 | 8.5                                                 | 8.5                                                 | 9.0                                                 | 5.5                                                 | 4.0                                                 | 1.0                                                 | 2.0                                                 | -5.5                                                |
| Precipitación total (mm)                            | 21.9                                                | 8.4                                                 | 3.5                                                 | 11.5                                                | 43.4                                                | 132.2                                               | 235.8                                               | 212.1                                               | 113.0                                               | 41.1                                                | 22.9                                                | 11.2                                                | 661.8                                               |
| Fuente: SMN                                         |                                                     |                                                     |                                                     |                                                     |                                                     |                                                     |                                                     |                                                     |                                                     |                                                     |                                                     |                                                     |                                                     |

## Historia
Los primeros pueblos que habitaron la región fueron las naciones chichimecas, nombre que daban los mexicas a un conjunto de pueblos originarios que habitaban el Centro-occidente y norte del país.[9]
Las bajas que tuvieron los conquistadores españoles en la región de los Altos de Jalisco debido a los ataques chichimecas, los condujeron a contestar con una táctica bélica de etnocidio. Llevaron al Bajío Occidente a milicianos rurales castellanos, algunos de ellos de ascendencia francesa, conducidos en la Alta Edad Media para repoblar el centro de España. No obstante, igualmente los hubo portugueses, italianos y oriundos de Flandes, que con anterioridad habían luchado contra turcos y moros. Estos soldados campesinos se establecieron con patrones de propiedad privada y con una ideología católica, mezclándose con algunos chichimecas que habían quedado.[8]
En la época prehispánica esta región estuvo escasamente poblada por la cultura otomi. Para mostrar más ampliamente el origen de esta ciudad, se excavó el pasado y se fue eslabonando información hasta llegar a su origen institucional que data del 2 de julio de 1544, año en que tanto el Virrey de la Nueva España Don Antonio de Mendoza, como el Gobernador de Nueva Galicia Francisco Vázquez de Coronado, otorgaron varias mercedes reales al capitán español Juan de Villaseñor y Orozco, aunque ya desde 1524 había recibido una serie de cédulas de tierras por parte del Marqués del Valle, que por su inmensa extensión territorial se convirtió en un gran latifundio. Dicho dominio se extendía desde Tepatitlán Jalisco, hasta Pénjamo Guanajuato, y desde Lagos de Moreno Jalisco, hasta el Lago de Cuitzeo en Michoacán. «La Encomienda de Villaseñor» (40 000 km²) entre los límites de la Nueva España y la Nueva Galicia.
Existe cierta divergencia sobre el año exacto de la fundación de Arandas, aunque es indudable que fue hacia mediados del siglo XVIII. La tradición señala que ésta se llevó a cabo el 12 de diciembre de 1761 con el nombre original de Santa María Guadalupe de los Arandas, en el lugar de la hacienda de Santa Ana Apacueco.[10]
Una segunda versión indica que hacia los años de 1760 a 1768, unos señores de apellido Hernández Gamiño arrendatarios del rancho de Santa María al oeste de la actual ciudad, quisieron fundar una congregación en el predicho rancho, e hicieron las gestiones pertinentes ante la Real Audiencia de Guadalajara. No obstante, otras personas de apellido Camarena, que rentaban la ranchería de Ramblazos, distante una legua al este, pugnaron para que tal núcleo de población se estableciera en el rancho que arrendaban, suscitándose un difícil pleito.
La Audiencia ordenó que la fundación se hiciera en un sitio equidistante de las dos rancherías. En tal sitio moraba la familia Aranda, formado por españoles pobres, de la que el poblado tomó el nombre. Se le llamó Santa María de Guadalupe de los Aranda. Los fundadores fueron las familias: Aranda, Camarena, Hernández Gamiño, además de los Hernández Rull.
En el año de 1810 fueron fusilados, Ignacio Infante, alcalde de la población; Francisco Vázquez, Ignacio Lara y Juan González Hermosillo, primeras víctimas de Arandas por la causa de la Independencia. Arandas cuenta con escudo de armas, creado y ejecutado por Indalecio Ramírez Ascencio, dicho escudo lleva por lema: «Tierra pobre, gente laboriosa».
El 14 de noviembre de 1824 Arandas formó parte del departamento de Atotonilco. El 8 de abril de 1844 se estableció ayuntamiento. El 9 de julio de 1875 fue erigido municipalidad y el 17 de septiembre fue elevada a la categoría de villa pero perteneciente al departamento de La Barca. El 23 de agosto de 1969 le fue reconocido la categoría de ciudad por el gobernador de jalisco Francisco Medina Ascencio.[10]
El cráter Arandas del planeta Marte, lleva el nombre de la ciudad desde 1976, cuando la Unión Astronómica Internacional aceptó ponerlo en honor a la ciudad.[11]

## Demografía
Según los datos registrados en el censo de 2020, la población de Arandas es de 59 648 habitantes, lo que representa un crecimiento promedio de 1.3 % anual en el período 2010-2020 sobre la base de los 52 553 habitantes registrados en el censo anterior. Al año 2020 la densidad poblacional era de 4315 hab/km².
| Gráfica de evolución demográfica de Arandas entre 2000 y 2020     |
|                                                                   |
| Fuente: Instituto Nacional de Estadística Geografía e Informática |

La ciudad concentra más del 70% de la totalidad de habitantes del municipio.
En 2020, el 48.7 % de la población (29 039 personas) eran hombres, y el 51.3 % (30 609 personas) eran mujeres. El 66.5 % de la población (39 657 personas) tenía edades comprendidas entre los 15 y los 64 años.
La población de Arandas está mayoritariamente alfabetizada (3.84 % de personas mayores de 15 años analfabetas, según relevamiento del año 2020), con un grado de escolaridad en torno a los 8.5 años.
El 97 % de los habitantes de Arandas profesa la religión católica.
En el año 2010 estaba clasificada como una localidad de grado bajo de vulnerabilidad social. Según el relevamiento realizado, 19 329 personas de 15 años o más no habían completado la educación básica —carencia conocida como rezago educativo—, y 23 245 personas no disponían de acceso a la salud.